# Scania 0-serie
Scania 0-serie är en serie med tunga lastbilar tillverkade av Scania. Serien är efterträdare till Scania-Vabis L36 och företrädare till 1-serien. Serien var i produktion mellan 1969 och 1976[källa behövs] och är den första serien att endast heta Scania istället för Scania-Vabis efter namnbytet 1969 på grund av Saab-Scania.
Serien var den första där Scania använde en V8-motor.

## Galleri

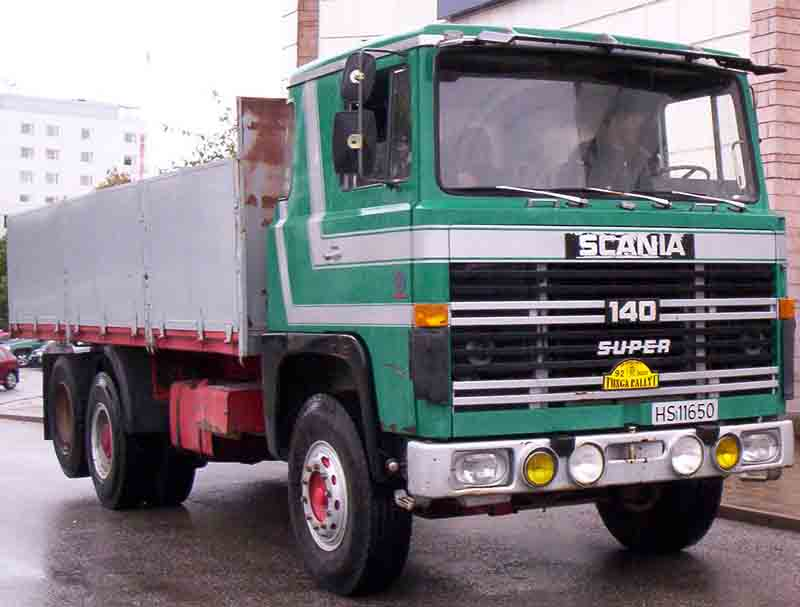
Scania LBS140 från 1971.
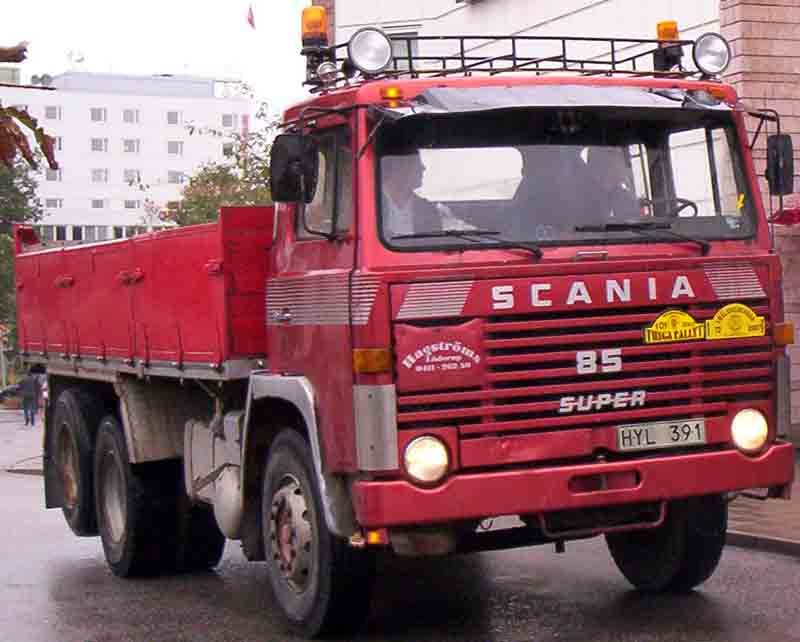
Scania LBS85 från 1973.
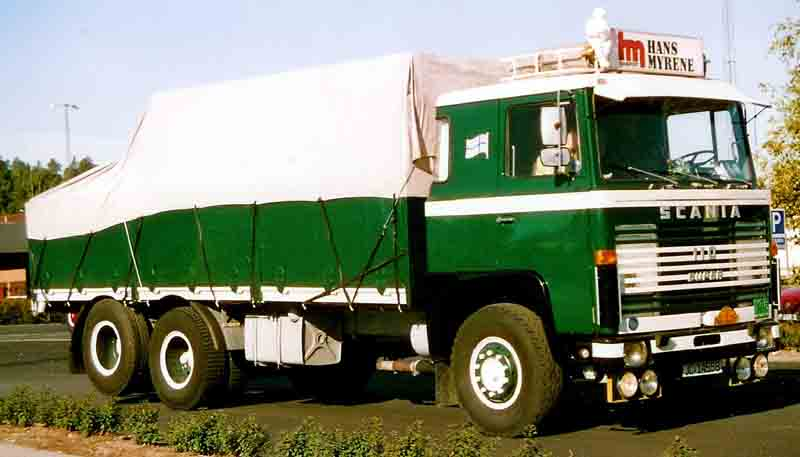
Scania LB110.
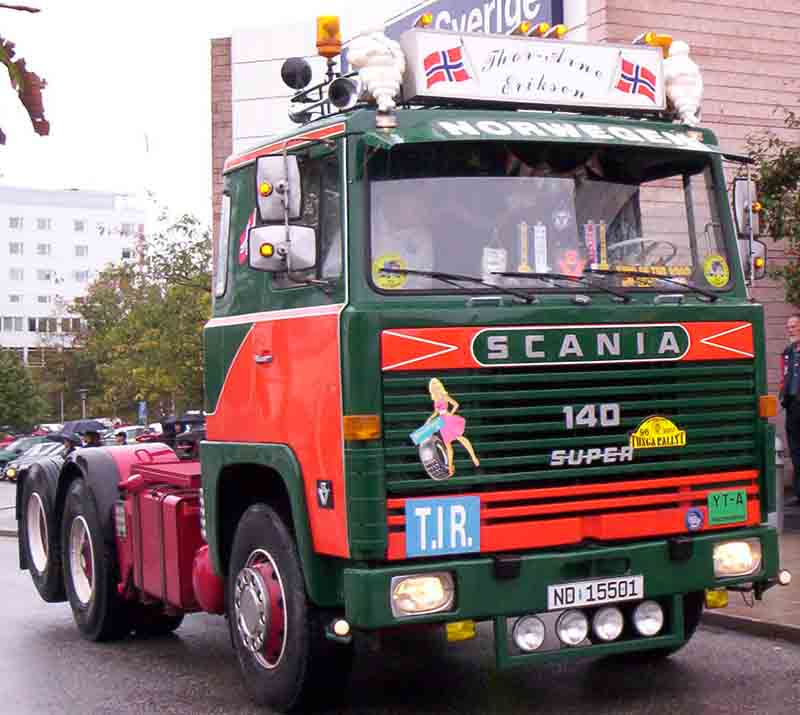
Scania LB140 från Norge.
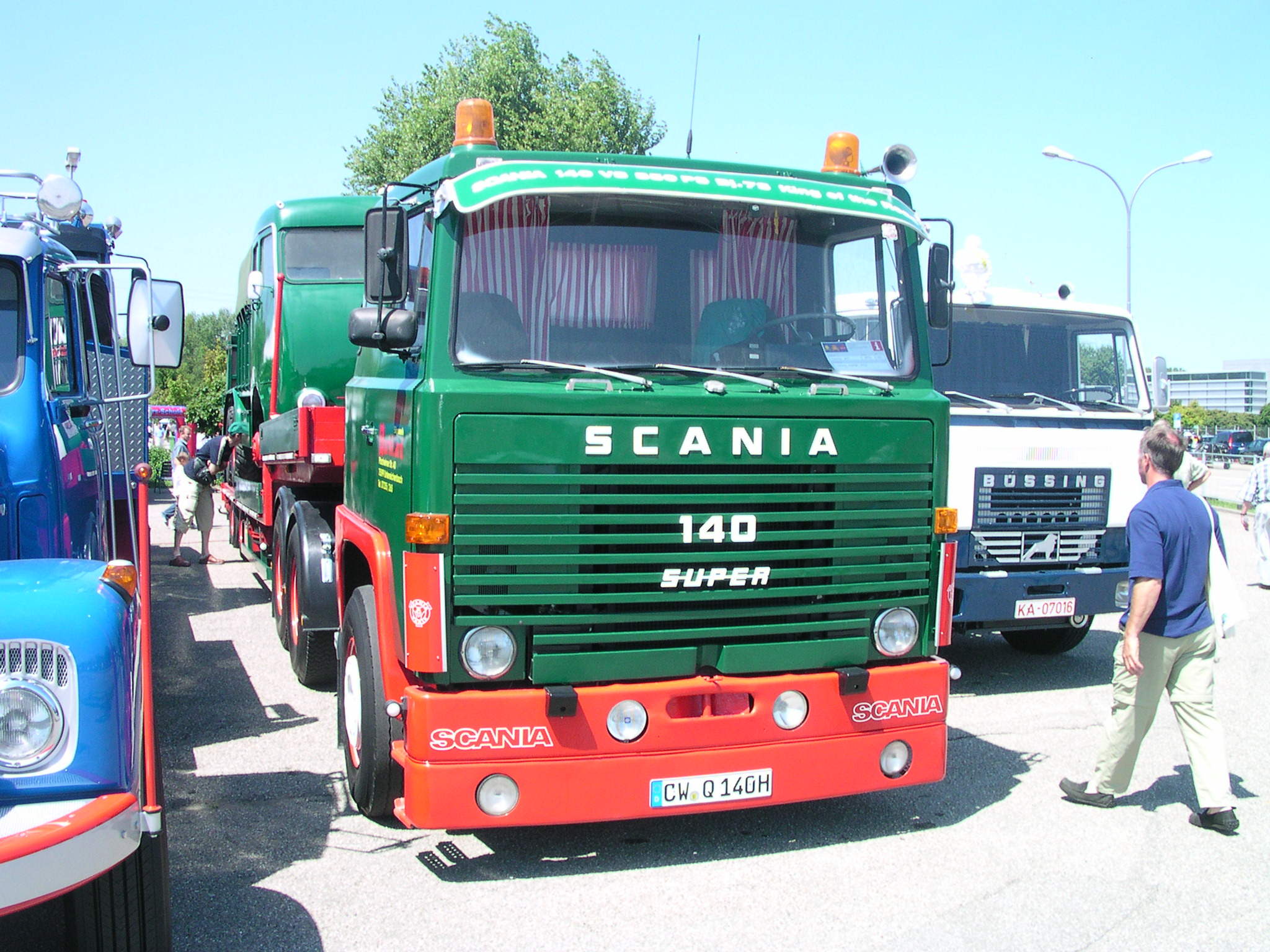
Scania LB140 Super i Wörth am Rhein, Tyskland.